# Quer pasticciaccio brutto de via Merulana

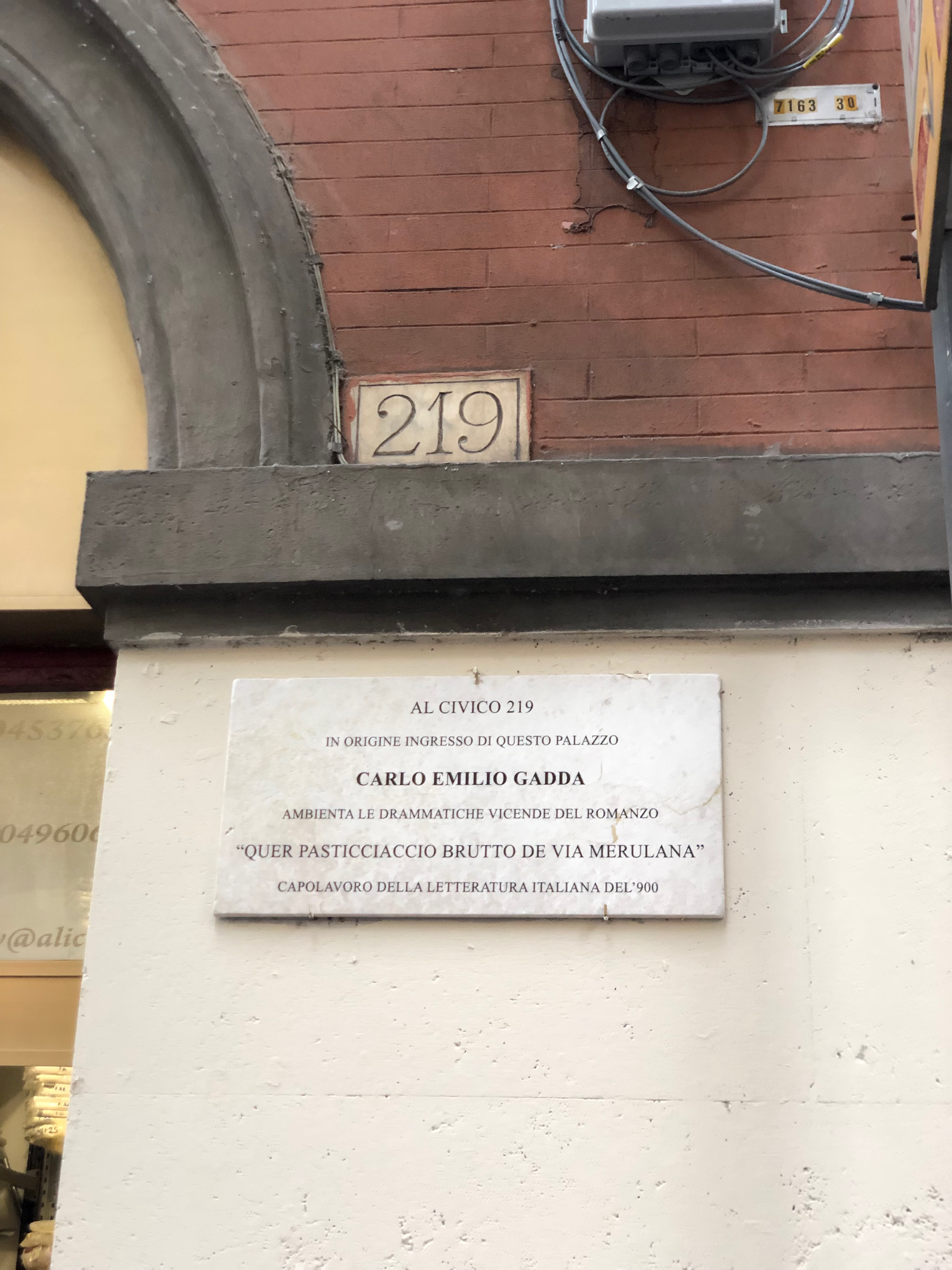
Il cartello al civico 219 in via Merulana, dove Gadda ambientò le vicende del suo romanzo.

Quer pasticciaccio brutto de via Merulana è un romanzo di Carlo Emilio Gadda. Apparve per la prima volta in cinque puntate sulla rivista Letteratura nel 1946 e, riveduto e ampliato, 11 anni dopo in volume pubblicato dall'editore Garzanti, prevedendo un secondo volume che Gadda non portò mai a termine, lasciando così senza soluzione l'enigma poliziesco.

## Trama
Roma, marzo 1927. Durante i primi anni del fascismo il commissario della Squadra Mobile di Polizia Francesco Ingravallo (detto "don Ciccio"), arguto e orgoglioso molisano, è incaricato di indagare su un furto di gioielli ai danni di un'anziana donna di origini venete, la vedova Menegazzi. In seguito viene uccisa, nello stesso palazzo che era stato teatro della rapina, la moglie di un uomo piuttosto ricco, la signora Liliana Balducci. Il luogo del furto e dell'omicidio è un tetro palazzo al civico 219 di via Merulana, noto come "Palazzo degli Ori", situato poco distante dal Colosseo.
La narrazione parte con la descrizione dell'ambiente attorno alla signora Balducci e si allarga ai Castelli Romani da dove provengono le domestiche della signora e le "nipoti", ragazze che accoglieva come figlie per compensare solitudine e mancata maternità. Intorno, una folla di comparse: la svenevole e avvizzita contessa Menegazzi, vittima del furto, il commendator Angeloni "prosciuttofilo", i brigadieri della questura, i carabinieri di Marino a caccia di indizi nella campagna, le figure sfocate delle domestiche e nipoti. Il giallo infine approda alla scoperta di un responsabile: l'ultima domestica di Liliana, ma senza che ciò sia confermato. Non a caso nelle varie redazioni il finale viene modificato e il colpevole cambia.

## Genesi e pubblicazione
Il romanzo, ideato a partire dal 1945, venne scritto in prima stesura durante il soggiorno fiorentino di Gadda, sotto l'impulso liberatorio e compositivo seguente la fine della seconda guerra mondiale e la caduta del regime fascista.
La prima pubblicazione, avvenuta a puntate sulla rivista Letteratura nel 1946, ebbe una diffusione molto limitata. Dopo il trasferimento di Gadda a Roma come giornalista Rai, l'editore Livio Garzanti gli propose la pubblicazione in volume, realizzata nel 1957 con un immediato successo: l'autore, fino ad allora conosciuto e stimato da una ristretta cerchia di critici, divenne quindi noto al grande pubblico.

## Altri media
Cinema
Tra il 1946 e il 1947 lo stesso Gadda elaborò un abbozzo di adattamento cinematografico del romanzo destinato alla Lux Film, che però non venne realizzata e che invece verrà data alle stampe nel 1983 con il titolo Il palazzo degli ori. Solo dopo il successo della pubblicazione in volume si pensò ad un adattamento per il cinema e nacque il film Un maledetto imbroglio, diretto da Pietro Germi e uscito nel 1959. La sceneggiatura fu approvata ma non curata da Gadda: anche per la consumata abilità del regista, ne venne fuori comunque un solido e sanguigno poliziesco, benché nel film la componente linguistica non sia stata trasportata e la vicenda, a cui per necessità di racconto è stato conferito un finale definito, venga riambientata negli anni cinquanta.
Televisione
Dal lavoro di Gadda venne poi ricavata nel 1983 la miniserie televisiva omonima, interpretata da Flavio Bucci e diretta da Piero Schivazappa su sceneggiatura di Franco Ferrini.
Teatro
Nel 1996 Luca Ronconi ne fece un'edizione teatrale andata in scena per la prima volta al Teatro Argentina di Roma. Peculiarità di questa rappresentazione è la fedeltà che Ronconi tenne al romanzo, apportando solo alcuni tagli mantenne il testo inalterato dividendolo tra i vari personaggi che recitavano sia i dialoghi sia le parti in terza persona.

## Edizioni
- Quer pasticciaccio brutto de via Merulana, Collana Romanzi moderni, Milano, Garzanti, giugno 1957,  p. 344.
- in  Romanzi e racconti, vol. II, a cura di Giorgio Pinotti, Dante Isella e Raffaella Rodondi, Collana I Libri della Spiga, Milano, Garzanti, 1989. [con le redazioni del 1946-47 e 1957]
- in  Romanzi, a cura di Giorgio Bàrberi Squarotti, Collezione Classici italiani n.97, Torino, UTET, 1997,  p. 832, ISBN 978-88-02-05210-6.
- Quer pasticciaccio brutto de via Merulana, prefazione di Pietro Citati, contributi di Giorgio Pinotti, Collana Nuova biblioteca, Garzanti, 2007,  pp. 264, cap. 10, ISBN 978-88-11-68339-1.
- Quer pasticciaccio brutto de via Merulana, Emons Audiolibri, 2012,  pp. 13h 34m, lettura integrale di Fabrizio Gifuni, ISBN 978-88-95703-80-0.
- Quer pasticciaccio brutto de via Merulana, a cura di Giorgio Pinotti, Collana Biblioteca n.690, Milano, Adelphi, 2018, ISBN 978-88-459-3306-6.